# Fuentepiña
Fuentepiña es como se denomina a la casa de campo situada a escasos dos kilómetros de la localidad de Moguer, (Huelva, España), en el paraje del mismo nombre y en la "Finca Santa Cruz de Vista Alegre".
La importancia de esta finca es capital en las obras del poeta Juan Ramón Jiménez, que la evoca en obras suyas como “Platero y yo”. Tal vez por eso o por la belleza del lugar es por lo que Juan Ramón decidió enterrar a su amado Platero junto a la casa bajo el pino centenario.

Esta tarde he ido con los niños a visitar la sepultura de Platero, que está en el huerto de la Piña, al pie del pino redondo y paternal. En torno, abril había adornado la tierra húmeda de grandes lirios amarillos. 

Cantaban los chamarices allá arriba, en la cúpula verde, toda pintada de cenit azul, y su trino menudo, florido y reidor, se iba en el aire de oro de la tarde tibia, como un claro sueño de amor nuevo.
Los niños, así que iban llegando, dejaban de gritar. Quietos y serios, sus ojos brillantes en mis ojos me llenaban de preguntas ansiosas.
¡Platero amigo¡ - le dije a la tierra-: si como pienso estás ahora en un prado del cielo y llevas sobre tu lomo peludo a los ángeles adolescentes, ¿me habrás, quizá, olvidado? Platero, dime: ¿te acuerdas aún de mí?

……. “Platero y Yo” Cap. CXXXV

La finca "Santa Cruz de Vista Alegre" tiene 14,45 ha y está constituida por una amplia extensión de pinares, construcciones de almacén y la casa de descanso del poeta, desde la que hay una espectacular vista del núcleo urbano moguereño. 
En el año 2015 fue declarada Bien de Interés Cultural de los Bien de Interés Cultural de los Lugares Juanramonianos, con la tipología de Sitio Histórico, junto al entorno de la casa y el Paraje de Fuentepiña. Actualmente es una propiedad privada, pertenece a la ilustre familia Hernández-Pinzón.
El Tribunal Superior de Justicia de Andalucía, mediante sentencia de 16 de marzo de 2017, anuló la referida declaración como Bien de Interés Cultural, anulación que ha sido confirmada por el Tribunal Supremo en sentencia de 26 de febrero de 2019.